# Miami Americans
I Miami Americans sono stati una franchigia di calcio statunitense, con sede a Miami, Florida.

## Storia
La franchigia nacque dallo spostamento della franchigia dei N.J. Americans a Miami per partecipare all'American Soccer League. Nella stagione 1980 la squadra, affidata inizialmente a Ron Newman e poi a Brian Tiler, ottenne il terzo posto nell'American Conference, non accedendo alla fase finale del torneo.
La franchigia chiuse i battenti al termine del torneo.

## Allenatori
- 1980  Ron Newman
 Brian Tiler